# 杜利馬體育會
杜利馬體育會（西班牙語：Club Deportes Tolima）是一支位于哥倫比亞托利马省伊瓦格的足球會，現時於作賽。於1954年12月18日成立，最佳戰績為贏得2003年次階段聯賽冠軍，球隊主場為曼努埃尔·穆里略·托罗体育场。

## 荣誉
- 國際
- 國家
  - 哥倫比亞足球甲級聯賽冠軍：2003-2,2018-1,2021-1
  - 哥倫比亞盃冠軍：2014
  - 哥倫比亞足球乙級聯賽冠軍：1994

1. ↑  . 2020-08-18  [2025-06-26]. （原始内容存档于2023-07-13） （西班牙语）.